# Aubigny-au-Bac
Aubigny-au-Bac é uma comuna francesa na região administrativa de Altos da França, no departamento do Norte. Estende-se por uma área de 5.16 km². Em 2010 a comuna tinha 1 189 habitantes (densidade: 230,4 hab./km²).